# Polyplumaria arenaria
Polyplumaria arenaria is een hydroïdpoliep uit de familie Plumulariidae. De poliep komt uit het geslacht Polyplumaria. Polyplumaria arenaria werd in 1997 voor het eerst wetenschappelijk beschreven door Antsulevich. 